# Головське
Головське — село в Україні, у Дрогобицькому районі Львівської області. Входить до Східницької селищної територіальної громади. Населення села належить до етнічної групи бойків, налічує 216 осіб (2011 рік). Розташоване на річці Рибник Зубриця за 14 км на схід від міста Турка та за 17 км на південний захід від селища Східниця. Налічує 69 дворів (станом на 2011 рік).

## Географія
Село Кринтята розташоване за три кілометри на схід, а Зубриця в семи на південь від Головського. На північ розташоване село Кіндратів, на захід Ясенка-Стецьова і Радич, а на півдні Багнувате.
Місцеві гори переважно вкриті лісами, які активно вирубуються із середини XX століття.
Село оточують гори: на південному заході Кичера (911 м), Лиса (1059 м), Багна (1046 м), та Вежа (1050 м) і Кругла (952 м) на північному сході.
На півдні від села протікає річка Рибник Зубриця. Вона бере свій початок із урочища Явористе, та гір Припір (1068 м), Кропивничок (1144 м), Мала Шебела (1170 м), Медвежа (1069 м) і Росохачка (1044 м). Вона протікає з південного заходу на північний схід по селам Зубриця і Кринтята та в селі Майдан Дрогобицького району впадає в річку Рибник, яка є правою притокою річки Стрий.

## Історія
Перша згадка датована XVI століттям.
Під час Другої світової війни до російської армії було примусово мобілізовано 61 селянина, з них 15 загинуло. У межах каральних операцій бійці УПА знищили трьох енкаведистів.

## Церква
Церква святого Миколая Мірлікійського (УГКЦ), збудована 1866 року і є архітектурною пам'яткою місцевого значення.

## Господарство
У часи СРСР в селі була польова бригада радгоспу «Комсомолець» із Явори. У її підпорядкуванні було 445 га сільгоспугідь та 90 га ріллі. У селі був невеликий хлібзавод.

## Галерея

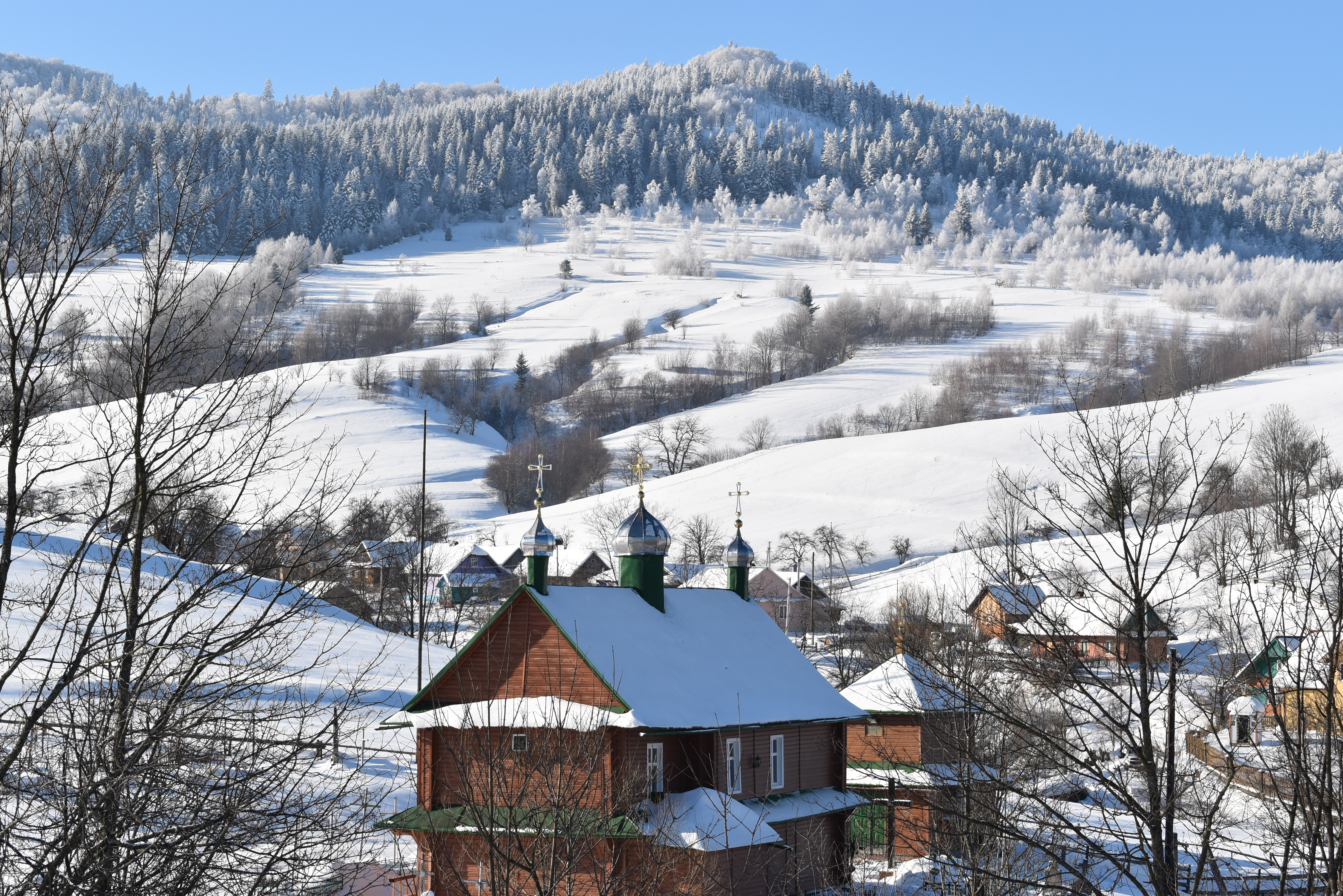
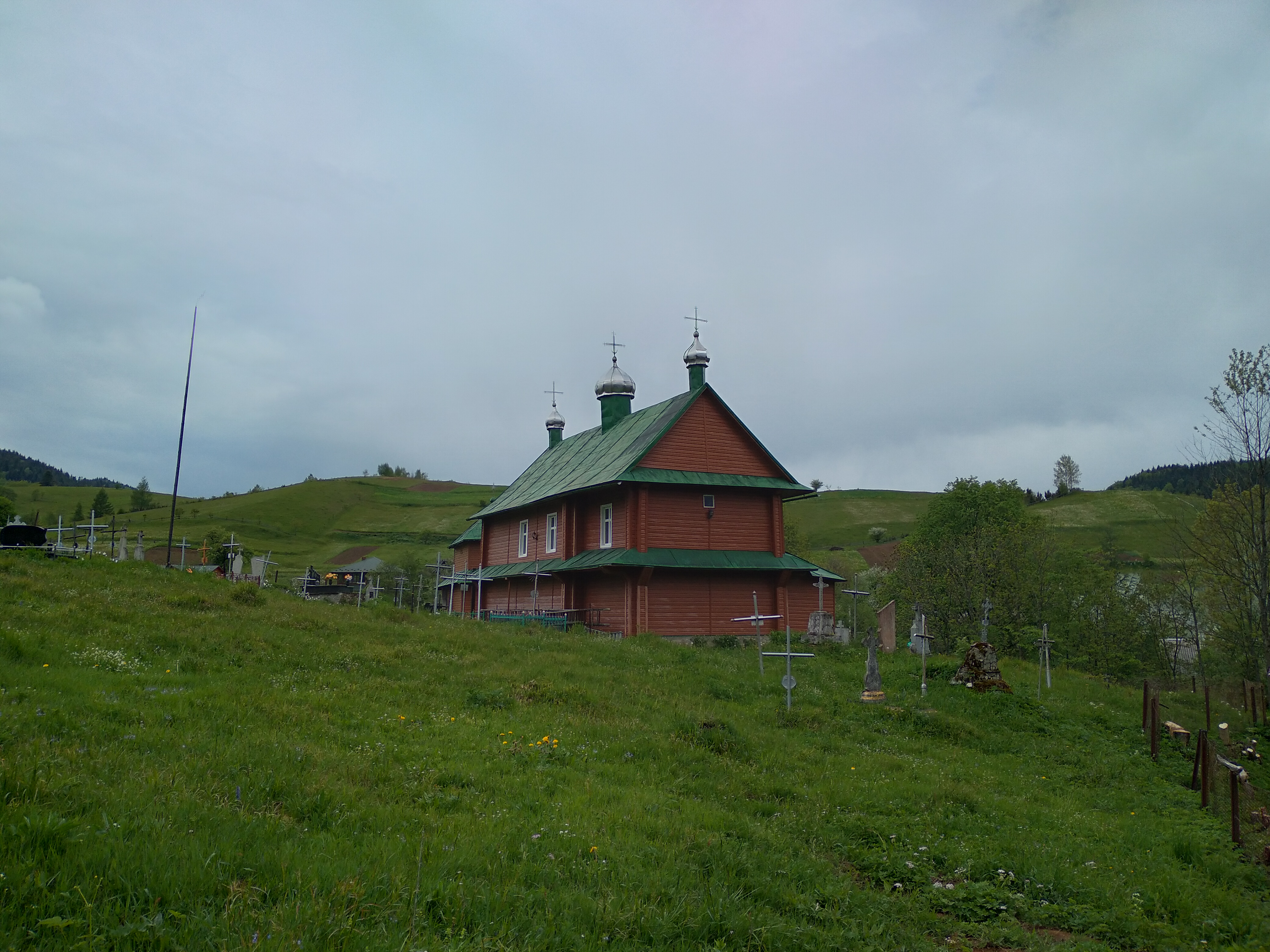
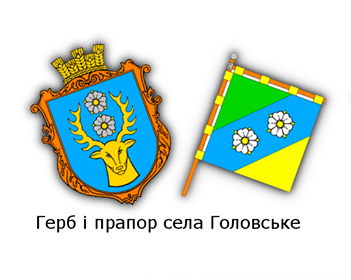